# Christine Ewert
Christine Ewert (Utrecht, 7 augustus 1943) is een Nederlandse actrice, voornamelijk actief in het theater. Zij was verbonden aan onder meer Toneelgroep Theater, Theaterunie, Theater De Balie en Toneelgroep De Appel.

## Onderscheidingen
- 1970: Theo d'Or voor haar rol als "Grusche" in Kaukasische Krijtkring (Der kaukasische Kreidekreis) van Bertolt Brecht, opgevoerd door Toneelgroep Theater.[1]
- 1977: Theo d'Or voor haar rol als "Nastjenka" in de toneelbewerking van Witte nachten van Fjodor Dostojevski, opgevoerd door Theaterunie.[2]